# Squaloziphiidae
A Squaloziphiidae az emlősök (Mammalia) osztályának párosujjú patások (Artiodactyla) rendjébe, ezen belül a cetek (Cetacea) alrendágába tartozó fosszilis család.

## Tudnivalók
A Squaloziphiidae család a bazális, azaz a kezdetleges fogascetek egyik képviselője, amely az oligocén és a miocén korok határán élt.

## Rendszerezés
A családba az alábbi 2 nem tartozik:
- Squaloziphius Muizon, 1991 - típusnem; kora miocén; Washington, USA[1][2][3][4]
- Yaquinacetus Lambert, Godfrey & Fitzgerald, 2018 - késő oligocén-kora miocén; Oregon, USA[5]